# Rāmchandrapur
Rāmchandrapur är en ort i Indien.   Den ligger i distriktet North 24 Parganas och delstaten Västbengalen, i den östra delen av landet, 1 300 km sydost om huvudstaden New Delhi. Rāmchandrapur ligger 18 meter över havet och antalet invånare är 9 664.
Terrängen runt Rāmchandrapur är mycket platt. Runt Rāmchandrapur är det mycket tätbefolkat, med 1 266 invånare per kvadratkilometer. Närmaste större samhälle är Naihati, 6,1 km väster om Rāmchandrapur. Trakten runt Rāmchandrapur består till största delen av jordbruksmark.